# 福相村
福相村（ふくそうむら）は、広島県芦品郡にあった村。現在の福山市の一部にあたる。

## 地理
河川：芦田川、有地川。

## 歴史
- 1889年（明治22年）4月1日、町村制の施行により、芦田郡相方村、福田村が合併して村制施行し、福相村が発足[1][2]。旧村名を継承した相方、福田の2大字を編成[2]。
- 1898年（明治31年）10月1日、郡の統合により芦品郡に所属[1][2]。
- 1949年（昭和24年）9月1日、大字相方を芦品郡新市町に編入[1][2]。1大字となる[2]。
- 1955年（昭和30年）4月1日、芦品郡有磨村と合併し、町制施行し芦田町を新設して廃止された[1][2]。

### 地名の由来
合併村名の各一文字を組み合せたもの。

## 産業
- 農業、養蚕、織物[2]

## 教育
- 1893年（明治26年）福相尋常高等小学校設置[2]。